# Grand National (Pleasure Beach Resort)
Grand National im Pleasure Beach Resort (Blackpool, Lancashire, UK) ist eine Möbius-Holzachterbahn des Herstellers Charles Paige, die 1935 eröffnet wurde. Außerdem ist sie eine von fünf existierenden Möbius-Loop-Achterbahnen weltweit und eine von drei in Europa.
Über die Jahre hinweg machte die Bahn einige Veränderungen durch. 2004 verwüstete ein Feuer die Station, wodurch die Bahn fast das ganze Jahr geschlossen war. 2006 erhielt die Bahn neue Züge.
Sie ist 18,9 Meter hoch und jede Spur ist 1006,4 Meter lang, wodurch eine gesamte Streckenlänge von rund 2013 Meter entsteht. Sie besitzt eine ungerade Anzahl von Kurven, wodurch der eine Zug, der die Station verlässt, leicht versetzt ist. Es ist möglich, dass die Personen der beiden Züge sich mit den Händen berühren können.

## Züge
Grand National besitzt vier Züge des Herstellers Philadelphia Toboggan Coasters mit jeweils drei Wagen. In jedem Wagen können sechs Personen (drei Reihen à zwei Personen) Platz nehmen. Die Fahrgäste müssen mindestens 1,17 m groß sein, um mitfahren zu dürfen. Als Rückhaltesystem kommen individuell einrastende Schoßbügel, Sicherheitsgurte und Sitzbankteiler zum Einsatz.

## Zukunft
Trotz seines hohen historischen Wertes und dem seit 2017 bestehenden Denkmalschutz (Grade II) planen die Betreiber des Parks den Abriss der Achterbahn. Daher wurde er in die Risk List 2025 der Twentieth Century Society, einer britischen Denkmalschutzorganisation, aufgenommen.